# Гиббингс, Роберт
Роберт Гиббингс (англ. Robert Gibbings; 23 марта 1889, Корк, Ирландия — 24 августа 1958, Оксфорд, Великобритания); ирландский и английский художник-график и писатель, внёсший (в том числе, как организатор Общества гравёров-ксилографов) значительный вклад в совершенствование искусства гравюры на дереве. Прославился изданием написанных им и собственноручно проиллюстрированных книг путешествий.

## Биография
Роберт Гиббингс родился 23 марта 1889 года в графстве Корк на юге Ирландии в буржуазной семье. Его отец, преподобный Эдвард Гиббингс, был католическим священником. А его мать, Кэролин, была дочерью коллекционера и фотографа Роберта Дэя, состоящего в Королевском обществе антикваров Ирландии (англ.) и президента Исторического и археологического общества Корка (Cork Historical and Archaeological Society).

## Жизнь и творчество
Детство Роберта Гиббингса прошло в городе Кинсейл, на берегу Атлантического океана, где его отец служил приходским священником в местной церкви Сант-Мултос.
В течение трех лет он изучил медицину в Университетском колледже города Корка, прежде, чем решился испросить дозволения родителей на занятия искусством. Он упражнялся как живописец под руководством Гарри Скалли (Harry Scully) в Корке, а позже в Школt изящных искусств Слейд в Лондоне.
Во время Первой мировой войны он служил в полку Королевских Мюнстерских стрелков, был ранен при Галлиполи в проливе Дарданеллы, списан по болезни, и вернулся к прерванным занятиям в Лондоне.
В 1919 он женился на Мойре Пеннефатер, дочери офицера из Типперэри; у них было четверо детей: Патрик (1920), Бриджид (1923) и Лоренс и Финнбар (1927).
В 1923 Гиббингс получил заказ от издательства «Золотой Петушок» (англ.) на изготовление ксилографических иллюстраций для издания «Жизни галантных дам» («The Lives of Gallant Ladies»). На то время это был наиболее масштабный заказ, принёсший ему гонорар в 100 гиней. «Галантные дамы» имели хороший и сбыт дали начало периоду удач в карьере и жизни Гиббингса и его семейства. В 1924 Гиббингс даже обзавёлся собственной печатной мастерской.
В феврале 1932 Гиббингс написал владельцам судоходной компании «Orient Line» (англ.), с предложением создать серию гравюр на дереве для их рекламы, запросив взамен свободный круиз. В «Orient Line» согласились, и художник произвел для них 14 ксилографий, одна из которых даже использовалась как фирменный знак компании. Тем не менее, в условиях разворачивающегося мирового кризиса, с начала 1930-х деловой климат изменился. Печатная мастерская стала приносить убытки и, в конечном счете была в 1933 году продана. Гиббингс потерял средства к существованию и его семейство распалось.
К середине 1930-х начинается новый этап жизни Гиббингса: теперь он выступает не только как иллюстратор и печатник, но и как автор. Темой выбраны описания путешествий по южным морям, на основе личного опыта Гиббингса. Его репутация росла, и издательство «Penguin Books» поручило ему написать и проиллюстрировать книгу путешествий «Blue Angels and Whales» (1938). Успех книги способствовал назначению Гиббингса художественным редактором новой серии «Penguin Books», «Иллюстрированные классики».
С 1936 года Гиббингс был приглашённым лектором, а также старшим преподавателем типографики в Университете Рединга (англ.), Беркшир, Англия.
Сочинение собственных книг и работа над гравюрами на дереве требовали колоссальных затрат времени, однако Гиббингс успевал иллюстрировать книги и других авторов. Самый известный пример — издание «Путешествия на Бигле» (англ.) Чарльза Дарвина (1956).
Роберт Гиббингс умер от онкологического заболевания 19 января 1958 года в клинике Оксфорда и похоронен на церковном кладбище рядом с Лонг Виттеном (англ.) Абингдон, Оксфордшир.

## Изображения в сети
- Robert Gibbings. St Brendan and the Sea Monsters 1934. Wood engraving 17,5 × 13.5 cm.
- Coconute Island, 1944 by Puffin Story Book Penguin Books. (Written and illustrated by Robert Gibbings, 1st ed.)
- Padanus Grove, Tahiti, 1930 from «The New Woodcut» by Malcom C. Salaman
- Glory of Life, 1934 Wood engraving for the Llewellyn Powys book, published by the Golden Cockerel Press
- «Samson and Delilah», 1925 Wood engraving
- The Embrace, 1924—1933. Detail Portland Stone (Reading Museum)
- The Embrace, 1924—1933 Reading Museum